# Caernarfon Castle

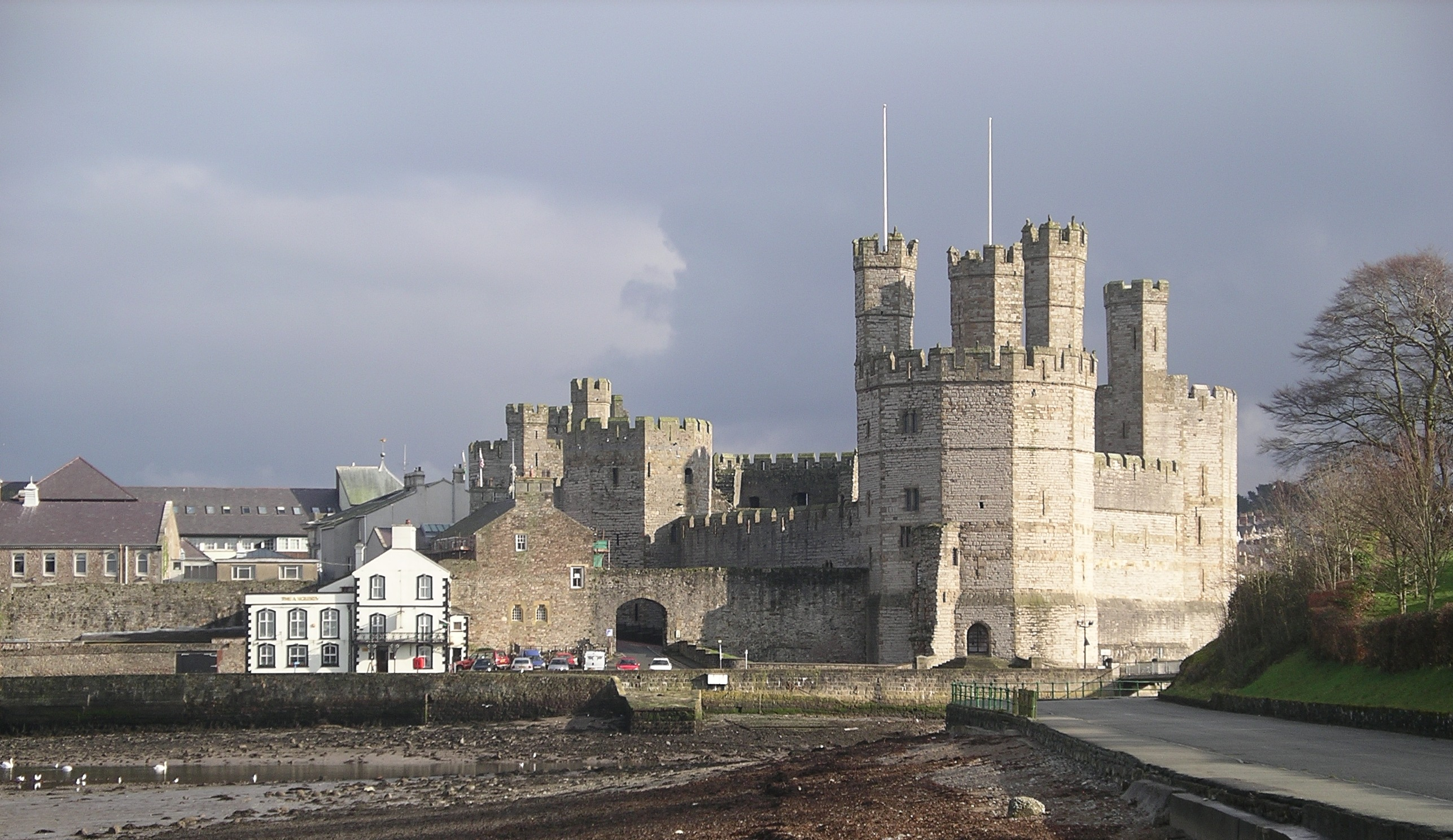
Caernarfons slott sett från väst.

Caernarfon Castle (kymriska Castell Caernarfon) uppfördes i Caernarfon i norra Wales av kung Edvard I av England, efter hans erövring av furstendömet. Hans son, den blivande Edvard II av England ska ha fötts där 1284, men det finns dock ej några samtida bevis för detta.
Edvard I lät bygga många borgar i norra Wales efter sin erövring 1277 och efter att den walesiske prinsen Llewelyn ap Gruffydd besegrats. Andra viktiga befästningar i denna "järnring" var Beaumaris, Conwy och Harlech, men Caernarfon är troligtvis hans största bedrift. Den började uppföras 1283 under Llywelyns misslyckade uppor och det fick sin nuvarande form omkring 1323. Det färdigställdes aldrig och även idag syns tecken på oavslutade murar. Samtida redogörelser visar på att kostnaden för uppförandet var omkring 22 000 pund, en enorm summa på denna tid, jämförbar med Konstantinopel, Edvard hade varit korsfarare. Borgen dominerar Menaisundet, som hade haft stor strategisk betydelse under Edvards walesiska fälttåg.
I upproret 1294–1295, belägrades Caernarfon, men garnisonen tillgodosågs sjövägen och höll ut för att avlösas under våren 1295. 1403 och 1404 stod den emot belägringar av Owain Glyndŵrs styrkor. Under det engelska inbördeskriget kapitulerade dess rojalistiska garnison inför de parlamentariska styrkorna 1646.
Borgen användes 1911 den dåvarande prinsen av Wales, den blivande Edvard VIII av Storbritanniens investitur, tack vare dess forna anknytning till den engelska kronan. Detta upprepades 1969 med Charles, prins av Wales' investitur.
Borgen rymmer även Royal Welch Fusiliers-museet, och är ett världsarv sedan 1986.